# Kamasi Washington
Kamasi Washington (* 18. února 1981) je americký jazzový saxofonista. Narodil se v Los Angeles do hudební rodiny. Po dokončení studií (studoval například etnomuzikologii na Kalifornské univerzitě v Los Angeles) začal hrát s různými hudebníky, jako byli například Billy Higgins a Kenny Burrell. Později vydal vlastním nákladem několik sólových nahrávek a roku 2015 pak prostřednictvím společnosti Brainfeeder Records album nazvané The Epic. Během své kariéry spolupracoval i s hudebníky mimo jazzovou oblast, například s Kendrickem Lamarem a Flying Lotusem.